# 克里孟梭級航空母艦
克里孟梭級航空母艦為第二次世界大戰後法國海軍首批自行研製的航空母艦（只有艦上的蒸汽彈射器來自英国），其大小相當於二次大戰時美國海軍的艾塞克斯級航空母艦。
此級艦共建造了兩艘，包括首艦克里孟梭號和二號艦福煦號，克里孟梭號建成於1961年，福煦號則是1963年，之後兩艦皆以地中海的土倫作為母港。
克里孟梭號原本比福煦號窄了2.4米，1977年至1978年進行第一次現代化改造時把闊度改成和福煦號一樣，1985年至1986年又進行第二次現代化改造，克里孟梭號已於1997年7月退役。
福煦號於1980年至1981年進行第一次現代化改造，1987年至1988年進行第二次現代化改造，福煦號於2000年賣給巴西海軍並改為聖保羅號，聖保羅號於2017年2月退役。

## 基本資料
- 全長:265米
- 艦闊:31.7米
- 飛行甲板闊:51.2米
- 吃水:8.5米
- 基本排水量:27,307噸
- 滿載排水量:32,780噸

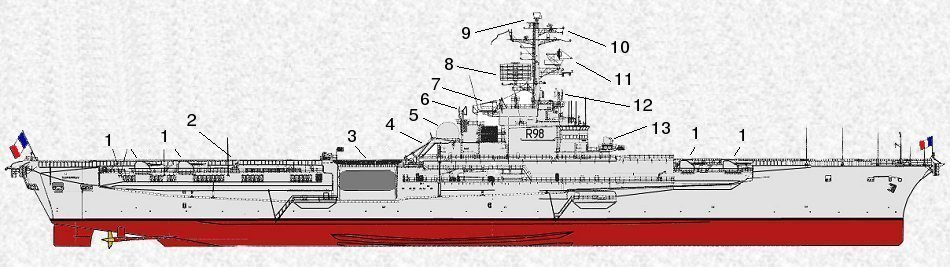
克里孟梭級航空母艦側視圖

- 動力:2部總馬力126,000匹馬力蒸汽煱爐
- 最快航速:32節
- 武裝:4座100毫米口徑高射炮+2座防空飛彈
- 乘員:約1,338人
- 艦載機:40架艦載機

## 實戰

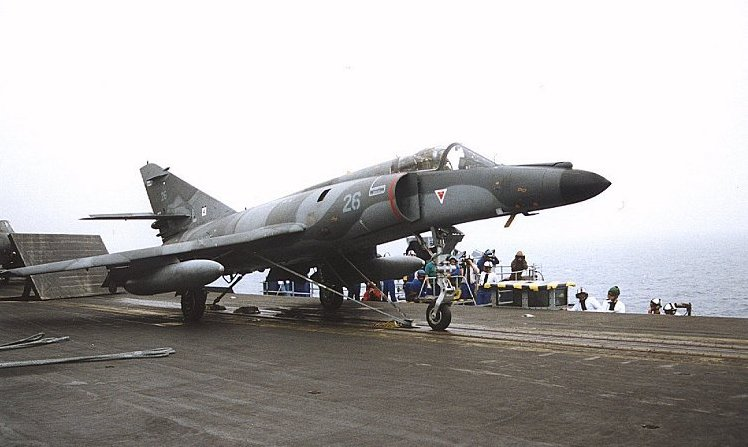
克里孟梭級航空母艦上的超級軍旗攻擊機

克里孟梭級航空母艦主要裝載10架F-8十字軍式戰鬥機、16架超級軍旗攻擊機、3架軍旗四式攻擊機、7架貿易風式反潛機和4架雲雀III型直升機。
克里孟梭級航空母艦曾參與1990年的海灣戰爭和1999年的科索沃戰爭，但都只是次要而非主力。

## 列表
| 舰名       | 舷号 | 造船廠       | 建造時間       | 下水時間      | 服役時間       | 退役時間       | 现况 |
| ---------- | ---- | ------------ | -------------- | ------------- | -------------- | -------------- | --- |
| 克里孟梭號 | R-98 | 布雷斯特     | 1955年11       | 1957年12月21  | 1961年11月22日 | 1997年10月1日  | 在2008年9月29日，在法院的許可之下，克里孟梭號被拖往英國進行石綿拆解作業。 清除石綿的作業於2009年11月18日展開，並在2010年底之前完成。 |
| 福煦號     | R-99 | 南特聖納澤爾 | 1957年11月15日 | 1960年7月23日 | 1963年7月15日  | 2000年11月15日 | R-99於2000年轉入後備役，改裝後於2000年11月15日移交巴西，更名為聖保羅號(SÃO Paulo A-12)，2001年4月成軍，2017年除役                    |